# The Alienist
The Alienist (en español: El alienista) es una serie de televisión de época, de drama y misterio, de origen estadounidense, basada en la novela homónima de Caleb Carr. La serie, de diez episodios, se estrenó en TNT el 22 de enero de 2018. El 16 de agosto de 2018, TNT ordenó una secuela basada en la novela El ángel de la oscuridad. La segunda temporada, titulada The Alienist: Angel of Darkness, se estrenó el 19 de julio de 2020.

## Sinopsis
El doctor Laszlo Kreizler, con la ayuda de John Moore, Sara Howard y el comisionado de policía Theodore Roosevelt, utiliza la disciplina emergente de la psicología para localizar a uno de los primeros asesinos en serie de la ciudad de Nueva York, cuyas víctimas son niños pobres que se prostituyen.

## Elenco y personajes

### Principales
- Daniel Brühl como el doctor Laszlo Kreizler
- Dakota Fanning como Sara Howard
- Luke Evans como John Moore
- Brian Geraghty como Theodore Roosevelt
- Robert Ray Wisdom como Cyrus Montrose
- Douglas Smith como Marcus Isaacson
- Matthew Shear como Lucius Isaacson
- Q'orianka Kilcher como Mary Jane Kelly
- Matt Lintz (temporada 1) y Dominic Herman-Day (temporada 2) como Stevie Taggert
- Rosy McEwen como Libby Hatch (temporada 2)
- Melanie Field como Bitsy Sussman (temporada 2)

### Recurrentes
- Antonio Magro como Paul Kelly
- David Wilmot como el capitán Connor
- Jackson Gann como Joseph
- Ted Levine como Thomas F. Byrnes
- Emanuela Postacchini como Flora
- Michael Ironside como J.P. Morgan
- Sean Young como la señora Van Bergen
- Josef Altin como Willem Van Bergen
- Peter McRobbie como el alcalde William Lafayette Strong
- Stephen Louis Grush como Jesse Pomeroy
- David Meunier como Adam Dury
- Bill Heck como John Beechum
- Diego Martín como el embajador español Narciso Linares
- Bruna  Cusí como la Señora Linares

## Episodios
| Temporada | Temporada | Título            | Episodios | Episodios | Emisión original    | Emisión original    |
| Temporada | Temporada | Título            | Episodios | Episodios | Primera emisión     | Última emisión      |
| --------- | --------- | ----------------- | --------- | --------- | ------------------- | ------------------- |
|           | 1         | The Alienist      | 10        | 10        | 21 de enero de 2018 | 26 de marzo de 2018 |
|           | 2         | Angel of Darkness | 8         | 8         | 19 de julio de 2020 | 9 de agosto de 2020 |

### Primera temporada (2018)
| N.º en serie | N.º en temp. | Título                   | Dirigido por     | Guion por                                      | Fecha de emisión original | Audiencia (millones) |
| ------------ | ------------ | ------------------------ | ---------------- | ---------------------------------------------- | ------------------------- | -------------------- |
| 1            | 1            | «The Boy on the Bridge»  | Jakob Verbruggen | Hossein Amini                                  | 21 de enero de 2018       | 1.46                 |
| 2            | 2            | «A Fruitful Partnership» | Jakob Verbruggen | Hossein Amini y E. Max Frye                    | 29 de enero de 2018       | 1.93                 |
| 3            | 3            | «Silver Smile»           | Jakob Verbruggen | Gina Gionfriddo                                | 5 de febrero de 2018      | 1.64                 |
| 4            | 4            | «These Bloody Thoughts»  | James Hawes      | Gina Gionfriddo y Cary Joji Fukunaga           | 12 de febrero de 2018     | 1.68                 |
| 5            | 5            | «Hildebrandt's Starling» | James Hawes      | E. Max Frye                                    | 19 de febrero de 2018     | 1.59                 |
| 6            | 6            | «Ascension»              | Paco Cabezas     | E. Max Frye                                    | 26 de febrero de 2018     | 1.73                 |
| 7            | 7            | «Many Sainted Men»       | Paco Cabezas     | John Sayles                                    | 5 de marzo de 2018        | 1.65                 |
| 8            | 8            | «Psychopathia Sexualis»  | David Petrarca   | John Sayles                                    | 12 de marzo de 2018       | 1.80                 |
| 9            | 9            | «Requiem»                | Jamie Payne      | Hossein Amini                                  | 19 de marzo de 2018       | 1.71                 |
| 10           | 10           | «Castle in the Sky»      | Jamie Payne      | Cary Joji Fukunaga, John Sayles y Chase Palmer | 26 de marzo de 2018       | 1.84                 |

### Segunda temporada:Angel of Darkness(2020)
| N.º en serie | N.º en temp. | Título                  | Dirigido por  | Guion por                     | Fecha de emisión original | Audiencia (millones) |
| ------------ | ------------ | ----------------------- | ------------- | ----------------------------- | ------------------------- | -------------------- |
| 11           | 1            | «Ex Ore Infantium»      | David Caffrey | Stuart Carolan                | 19 de julio de 2020       | 1.33                 |
| 12           | 2            | «Something Wicked»      | David Caffrey | Stuart Carolan                | 19 de julio de 2020       | 1.10                 |
| 13           | 3            | «Labyrinth»             | Clare Kilner  | Gina Gionfriddo               | 26 de julio de 2020       | 0.992                |
| 14           | 4            | «Gilded Cage»           | Clare Kilner  | Alyson Feltes                 | 26 de julio de 2020       | 0.903                |
| 15           | 5            | «Belly of the Beast»    | Clare Kilner  | Gina Gionfriddo y Karina Wolf | 2 de agosto de 2020       | 1.13                 |
| 16           | 6            | «Memento Mori»          | David Caffrey | Alyson Feltes                 | 2 de agosto de 2020       | 0.827                |
| 17           | 7            | «Last Exit to Brooklyn» | David Caffrey | Tom Smuts y Amy Berg          | 9 de agosto de 2020       | 1.04                 |
| 18           | 8            | «Better Angels»         | David Caffrey | Karina Wolf                   | 9 de agosto de 2020       | 0.948                |

## Producción

### Desarrollo
El 27 de mayo de 2014, se anunció que Paramount Television produciría junto a Anonymous Content una serie dramática titulada The Alienist, inspirada en la novela best seller del mismo nombre, del escritor Caleb Carr, que se desarrolla en 1896 en Nueva York. En abril de 2015, se informó que Cary Fukunaga se desempeñaría como productor ejecutivo y que dirigiría todos los episodios de la serie. Eric Roth también se desempeñó como productor ejecutivo junto a Hossein Amini, quien escribió el episodio piloto.
En mayo de 2015, se informó que TNT había llegado a un acuerdo para producir la serie con cinco millones de dólares por episodio. En julio de 2015, el guionista y director John Sayles anunció en su blog que se uniría al equipo como guionista de la serie. El 21 de julio de 2015, Caleb Carr anunció que participaría en la serie como productor consultor.
En septiembre de 2016, el director Jakob Verbruggen reemplazó a Fukunaga como director debido a conflictos de programación, aunque Fukunaga se mantuvo como productor ejecutivo.
El 17 de octubre de 2017, TNT estableció la fecha de estreno para el 22 de enero de 2018.

### Reparto
El 28 de noviembre de 2016, se informó que Daniel Brühl había sido seleccionado como el Dr. Laszlo Kreizler y que Luke Evans había sido contratado como John Moore. En enero de 2017, se informó que Dakota Fanning había sido elegida para el papel de Sara Howard. El 8 de febrero de 2017, se informó que Robert Wisdom interpretaría a Cyrus Montrose y Q’orianka Kilcher a Mary Palmer. Días después, se dio a conocer que Matt Lintz retrataría a Stevie Taggert. El 17 de febrero del 2017, se informó que Matthew Shear había sido seleccionado como Lucius Isaacson. Días después, se supo que Douglas Smith retrataría a Marcus Isaacson y Ted Levine a Thomas F. Byrnes. El 17 de marzo de 2017 se informó que Emanuela Postacchini interpretaría el papel de Flora. Además, el 19 de abril de 2017, se informó que Brian Geraghty interpretaría el rol de Theodore Roosevelt.

### Marketing
El 17 de mayo de 2017, el primer tráiler de la serie fue lanzado. Meses después, se lanzó el segundo tráiler.

## Lanzamiento
El 19 de enero de 2018, el primer episodio se proyectó en el Festival de Cine de Sundance, que luego fue seguido por una sesión de preguntas y respuestas con los miembros del elenco Daniel Brühl, Luke Evans y Dakota Fanning.

### Distribución
Los derechos internacionales de la serie fueron adquiridos por Netflix.

## Recepción

### Recepción crítica
En el sitio web especializado Rotten Tomatoes, la serie tiene una calificación de aprobación del 66%, con base en 76 reseñas, con una calificación promedio de 6.86/10. En el sitio web Metacritic, la primera temporada tiene un puntaje promedio ponderado de 61 de 100, a partir de 27 reseñas, lo que indica «reseñas generalmente favorables».

### Premios y nominaciones
| Año  | Premio                        | Categoría                                                                                                   | Nominados | Resultado | Ref.   |
| ---- | ----------------------------- | --- | --- | --------- | ------ |
| 2018 | Saturn Awards                 | Mejor serie de televisión de acción y suspenso                                                              | The Alienist | Nominada  | [ 51 ] |
| 2018 | Saturn Awards                 | Mejor actriz de reparto en televisión                                                                       | Dakota Fanning | Nominada  | [ 51 ] |
| 2018 | Emmy Awards                   | Excelente fotografía para una serie o película limitada                                                     | PJ Dillon (for "The Boy on the Bridge") | Nominada  | [ 52 ] |
| 2018 | Emmy Awards                   | Serie Limitada Excepcional                                                                                  | The Alienist | Nominada  | [ 52 ] |
| 2018 | Emmy Awards                   | Premio Primetime Emmy por diseño sobresaliente del título principal                                         | Angus Wall, Lisa Bolan, Yongsub Song, Charles Khoury, Heidi Berg, Felix Soletic                                                                                     | Nominada  | [ 52 ] |
| 2018 | Emmy Awards                   | Premio Primetime Emmy por trajes de época excepcional                                                       | Michael Kaplan, Rudy Mance, Beáta Merkovits, Andrew Hunt (for "A Fruitful Partnership")                                                                             | Nominada  | [ 52 ] |
| 2018 | Emmy Awards                   | Premio Primetime Emmy por diseño de producción excepcional para un período narrativo o programa de fantasía | Mara LePere-Schloop, Bill Crutcher, Karl Probert, Alice Baker (for "The Boy on the Bridge")                                                                         | Nominada  | [ 52 ] |
| 2018 | Emmy Awards                   | Premio Primetime Emmy por efectos visuales especiales sobresalientes                                        | Kent Houston, Wendy Garfinkle, Tim Barter, Rasik Gorecha, Martin Lake, Doug Larmour, Alison Griffiths, Steve Murgatroyd, Harin Hirani (for "The Boy on the Bridge") | Ganadora  | [ 52 ] |
| 2019 | Satellite Awards              | Mejor actor en una miniserie o película para televisión                                                     | Daniel Brühl | Nominado  | [ 53 ] |
| 2019 | Satellite Awards              | Mejor actriz en una miniserie o película para televisión                                                    | Dakota Fanning | Nominada  | [ 53 ] |
| 2019 | Visual Effects Society Awards | Excelentes efectos visuales de apoyo en un episodio fotorreal                                               | Kent Houston, Wendy Garfinkle, Steve Murgatroyd, Drew Jones, Paul Stephenson (for "The Boy on the Bridge")                                                          | Nominados | [ 54 ] |